# アガタ・オズドバ
アガタ・オズドバ＝ブワフ（Agata Ozdoba-Błach 1988年2月25日- ）はポーランド出身の柔道選手。階級は63kg級。

## 人物
それまで大きな大会での実績はなかったが、2014年にグランドスラム・アブダビの63kg級で3位となった。2015年には 世界団体で2位になると、ミリタリーワールドゲームズでも2位となった。2016年には世界軍人選手権大会で優勝した。しかし、オリンピックの出場権が与えられる世界ランキングの上位14名以内に入っていなかったためにリオデジャネイロオリンピックには出場できなかった。2017年にはヨーロッパ選手権の団体戦で2位となった。世界ランキング56位で出場した世界選手権では予想外の活躍で準決勝まで進むが、リオデジャネイロオリンピック銀メダリストであるフランスのクラリス・アグベニューに敗れた。しかし、3位決定戦でポーランド系ドイツ人のマルティナ・トライドスを破って3位に入った。2021年7月に日本武道館で開催された東京オリンピックでは2回戦で田代未来に一本勝ちするも、その後敗れて7位だった。

## 主な戦績
- 2014年 - グランドスラム・アブダビ　3位
- 2015年 - 世界団体　2位
- 2015年 - ミリタリーワールドゲームズ　2位
- 2016年 - 世界軍人選手権大会　優勝
- 2017年 - ヨーロッパ選手権　団体戦　2位
- 2017年 - ヨーロッパオープン・ミンスク　優勝
- 2017年 -　世界選手権　3位
- 2017年 - グランドスラム・アブダビ　優勝
- 2018年 -　グランドスラム・エカテリンブルグ　5位
- 2018年 - グランプリ・ブダペスト　3位
- 2021年 -　グランドスラム・テルアビブ　5位
- 2021年 -　グランドスラム・カザン　　優勝
- 2021年 -　東京オリンピック　7位

(出典、JudoInside.com)